# Helmut Kohl (arbitro)
Helmut Kohl (8 febbraio 1943 – 26 settembre 1991) è stato un arbitro di calcio austriaco.

## Biografia
Debuttante in 1. Division nella stagione 1980-1981, già nel 1984 riuscì ad ottenere la qualifica di arbitro FIFA.
Nel 1988 svolge le funzioni di guardalinee nella terna guidata dal connazionale Horst Brummeier agli Europei in Germania Ovest e,
l'anno seguente, arbitrò la finale di ritorno della Supercoppa UEFA tra Milan e Barcellona.
Nel 1990, l'ultimo anno della sua carriera sui campi, arbitrò la finale di Coppa dei Campioni Milan-Benfica, vinta dai rossoneri per 1-0 e fu selezionato per i Mondiali in Italia. Durante il torneo fu designato per le gare Uruguay-Spagna, Brasile-Scozia, durante la fase a gruppi, e Germania Ovest-Cecoslovacchia durante i quarti di finale.
Smise di arbitrare subito dopo la Coppa del mondo per raggiunti limiti di età e morì di cancro prematuramente l'anno dopo, a soli 48 anni.
Nel 1997, nell'ambito dell'inchiesta che coinvolse l'ex-presidente dell'Olympique Marsiglia Bernard Tapie, venne appurato dal giudice che l'arbitro austriaco era stato corrotto tramite un intermediario croato (Barin) nel 1989, in occasione dell'ottavo di finale di Coppa dei Campioni AEK Atene-Olympique Marsiglia.
Figura al 91º posto nella lista dei migliori arbitri internazionali del periodo 1987-2011, stilata dalla IFFHS.